# Warner (CDP)
Warner CDP ist ein Census-designated place (CDP) in der Town of Warner im Merrimack County im US-Bundesstaat New Hampshire. Die Volkszählung von 2020 erfasste 453 Einwohner. Der CDP wurde im Jahr 2010 erstmals vom Census definiert. Er umfasst den Kernort der Town of Warner.

## Lage
Der Ort liegt bei den Koordinaten 43° 17' 3.34" Nord und 71° 49' 26.61" West auf einer Höhe von 149 Metern über dem Meeresspiegel im Süden des Mount Kearsarge. Die 2,1 km² große Fläche des Gebietes enthält laut Census keinen Anteil Wasserfläche. Durch den Ort verläuft die New Hampshire Route NH-103. Die Westgrenze verläuft entlang der Interstate 89.